# قلیاب

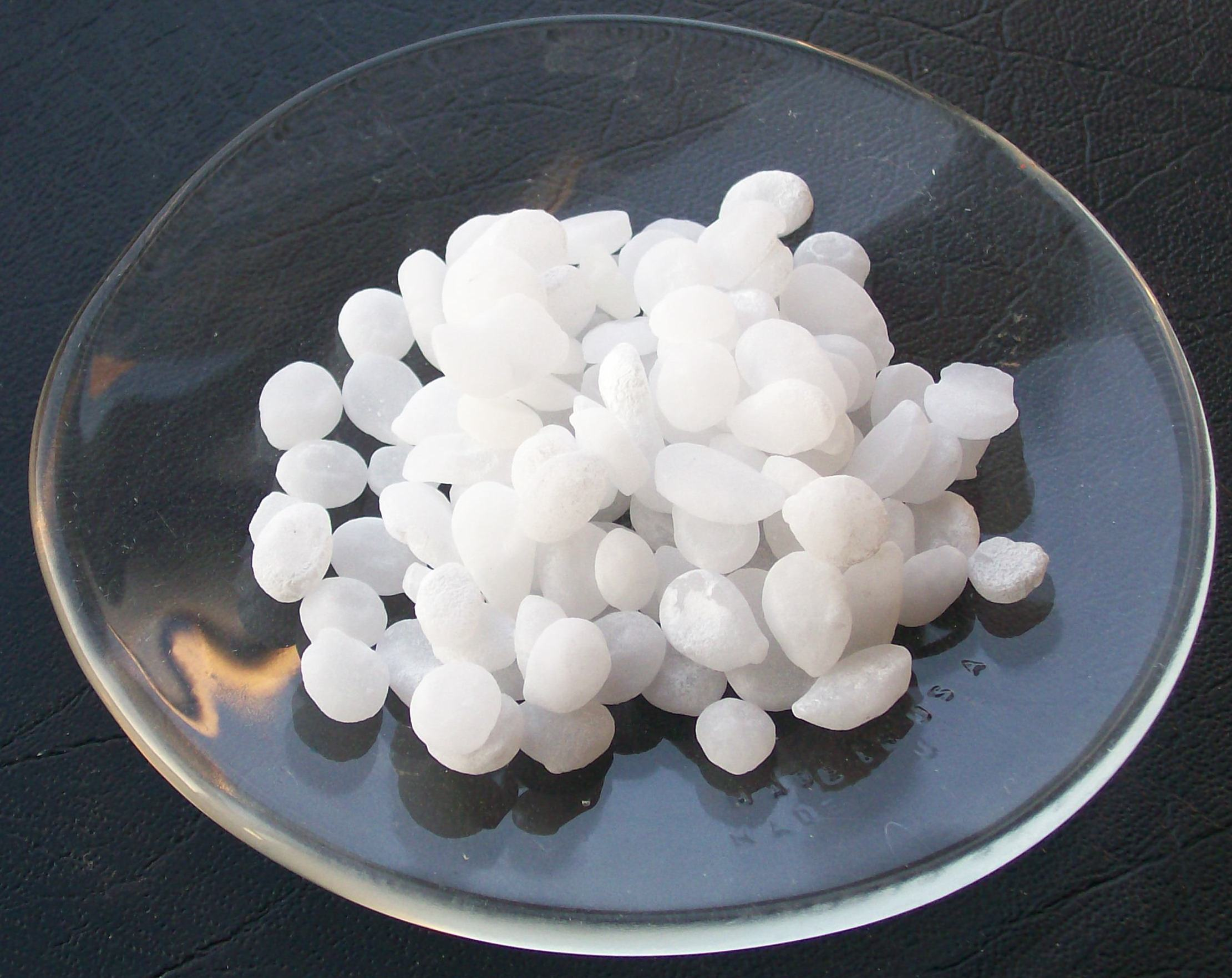
سود سوز آور یا سدیم هیدروکسید (NaOH) نوعی قلیاب

قلیاب نوعی هیدروکسید فلز است که به شکل سنتی از لیچینگ خاکستر (که شامل مقدار زیادی پتاسیم کربنات می‌باشد) بدست می‌آید یا قلیایی قوی که بسیار در آب انحلال‌پذیر است و محلول‌های خورنده بازی ایجاد می‌کند.
وقتی فردی در معرض قلیاب قرار گرفت، باید فوراً لباس‌ها/مواد آلوده را درآورد؛ به آرامی پوست را برس بکشد/پاک کند و سپس محل تماس را به مدت ۱۵ تا ۶۰ دقیقه با آب جاری بشوید و با خدمات اورژانس تماس بگیرد.
در طول جنگ‌های صلیبی و قرون وسطی، زنان از آب ژاول، سرب و قلیاب به عنوان پودر صورت استفاده می‌کردند.